# ロボ・ジョックス
『ロボ・ジョックス』（Robot Jox）は、1990年に米国で制作された米国初の実写リアルロボット映画作品。
1990年ゆうばり国際ファンタスティック映画祭出品作品。

## 概要
日本の巨大ロボットアニメの様な作品を、実写特撮映画として製作するコンセプトで作られた映画。DVDソフト(日本国内盤)特典画像の解説文によると、脚本を、ヒューゴー賞・ネビュラ賞をダブル受賞した戦争SF小説『終りなき戦い』の著者・ジョー・ホールドマンが、スチュアート・ゴードン監督の友人であったため引き受けたとの話であり、ギリシャ神話を題材にしたホメロスの戯曲『イリアス』をモチーフとしたストーリーということである。劇中のトロイア戦争を、本作では巨大ロボット同士の一騎討ちに置き換えてあり、参戦するジョックス(パイロット)たちのリングネームも古代ギリシャの人物名に因んでいる。

製作中に製作会社であるエンパイア・ピクチャーズの倒産など数々の苦難に見舞われ、完成した映画の公開が危ぶまれた経緯があるが、その後、劇場公開に漕ぎ着けた。日本ではウエストケープコーポレーションによる配給で劇場公開された。

特撮担当のデイヴィッド・アレンによる天然光(太陽光)下でのストップモーションやゴー・モーションを駆使したモデルアニメーション撮影で、巨大ロボット同士の格闘戦をリアルに映像化している。同じ実写巨大ロボット映画としては、前年に日本で製作された映画『ガンヘッド』があるが、そちらに登場する巨大ロボットたちが非人間的な形態をしていたのに対して、本作に登場するロボットたちは、いずれも2本足(または4本足)の人間型に近いロボットである。なお本作に登場する巨大ロボットのデザインについては、映画『バック・トゥ・ザ・フューチャー』シリーズのデロリアンや、TV『驚異のスーパー・バイク ストリートホーク』のストリートホーク等をデザインしたロン・コッブが担当した。

本作の後、映画『地球最終戦争ロボット・ウォーズ』(Robot Wars)、『ジャンクウォーズ2035』(Crash and Burn)『バトルフィールド』(Robo Warriors)といった、大規模モデルアニメーションによる実写ロボット作品がアメリカで次々に作られた。日本でも、TVアニメ『機動武闘伝Gガンダム』『機神大戦ギガンティック・フォーミュラ』等、本作の設定・ストーリーにインスパイアされた作品が複数製作されている。

## ストーリー
核戦争で人類の大半が死滅してから半世紀、生き残った人々は依然「共和国(コモン・マーケット)」と「連邦(コンフェデレーション)」の2陣営に分かれて対立していた。しかし戦争は禁止されており、領土問題などは全て巨大ロボットの一騎討ちによる勝敗により決着されていた。そのパイロット達は「ジョックス」と呼ばれ、最高の栄誉と地位を与えられていた。
共和国のジョックス・アキレスはアラスカの領有権を掛けた試合に挑むが、対する連邦のジョックス・アレクサンダーは試合中に接近戦での使用を禁じられているロケットパンチを使用、制御不能になったパンチから観客を守ろうとしたアキレスだったが、逆に機体が観客席に転倒・激突、多くの死傷者を出す惨事となってしまう。心を痛めたアキレスはアレグザンダーとの再試合を拒否して引退するが、代役として心惹かれていた女性ジョックス・アシーナが出場する事を知り、観客を入れない事を条件に再試合出場を承諾する。
試合当日、出場を望むアシーナはアキレスを自室に幽閉し、彼になりすまして出撃するが、アレグザンダーの前に圧倒される。ようやく駆けつけたアキレスは彼女を救出し、ジョックスとしての誇りを掛けてアレグザンダーとの再戦に挑む。

## 登場人物
アキレス（ゲイリー・グレアム）
共和国のジョックス。最下層から這い上がってきた過去の持ち主。
アシーナ（アン＝マリー・ジョンソン）
共和国の女性ジョックス。過去の名ジョックスの遺伝子から作られた試験管ベビー。
アレキサンダー（ポール・コスロ）
連邦のジョックス。残忍で好戦的な性格。
コンウェイ（マイケル・オールドレッジ）
共和国の戦技アドバイザー。元ジョックスで10戦全勝の経歴の持ち主。
ジェイムスン（ロバート・サンプソン）
共和国側のロボット対戦コミッショナー。
マツモト博士（ダニー・カメコナ）
共和国のロボット開発者。日系人。
ラプラス教授（ヒラリー・メイソン）
試験管ベビー・ジョックスの生みの親。

## 登場メカ
マツモト14号
日本人ロボット工学博士マツモト博士が設計したマーケット連合の切り札。マツモトシリーズの最新鋭機である。共産連邦にロボットの情報が幾たびも漏洩し、連敗が続いていたが、最高の機密を持って製造されたマーケット連合の最後の砦ともいうべきロボット。戦車形態、航空形態、人型形態に変形可能なオールラウンド能力をもつ。ロケット弾、レーザー、対レーザー反射鏡など多種多様の兵装を持つ。マスター・スレイブ方式で操縦するため、人間の動きをダイレクトに機体に伝えることが可能。
ボバレフスキー42号
共産連邦の最強ロボット兵器。マーケット連合に常にスパイを送り込み、その情報を元に常にマーケット連合ロボット兵器の弱点をついてくる装備を施している。ロケットハンド、巨大チェーンソーなどの格闘兵器が豊富である。物語後半では四脚型に改装し強化され、変形機能無しに大気圏を脱出する能力を持つに至る。操縦は、マツモト14号同様、マスター・スレイブ方式。

## スタッフ
- 監督・原案：スチュアート・ゴードン
- 製作総指揮：チャールズ・バンド
- 脚本：ジョー・ホールドマン
- 撮影：マック・アールバーグ
- 特撮：デヴィッド・アレン
- 編集：ロリ・ボール、テッド・ニコラウ
- ロボットデザイン：ロン・コッブ
- プロダクションデザイン：ジョバンニ・ナタルッチ
- 音楽(作曲・指揮・オーケストレイション)：フレデリック・タルゴーン
- 音楽(演奏)：パリ・フィルハーモニック・オーケストラ
- オリジナル・サウンドトラック盤ＣＤ発売：プロメテウス・レコーズ(ベルギー、品番PCD 125)
- 特殊効果スーパーバイザー：デイブ・アレン
- 特殊効果：ユルゲン・ヘイマン
- アニマトロニクス：マーク・ラパポート
- 製作：アルバート・バンド